# Военный госпиталь (телесериал)
Военный госпиталь (англ. Combat Hospital) — американо-канадский телесериал, премьера которого состоялась 21 июня 2011 года на ABC в США, и на Global в Канаде.

## Сюжет
Действие сериала происходит в 2006 году в Кандагаре, Афганистан. В центре сюжета жизнь и деятельность врачей и медсестер из ISAF в частности из Канады, США, Великобритании, Австралии, Германии и других стран.

## В ролях
- Мишель Борт —  майор Ребекка Гордон, травматолог из Канады
- Элиас Котеас — канадский полковник Ксавье Маркс
- Терри Чен —  капитан Бобби Трэнг, врач
- Арнольд Пиннок — сотрудник по уходу за больными Уилл Роял
- Дебора Кара Ангер — австралийский армейский психиатр майор Грейс Педерсен
- Люк Мабли — британский нейрохирург Саймон Хилл
- Али Казми — капеллан Дэвид Недайял
- Эллен Вонг — майор Сьюзи Чао